# Juan Emilio Cheyre
Juan Emilio del Sagrado Corazón de Jesús Cheyre Espinosa (Santiago, 10 de octubre de 1947) es un militar chileno en retiro, que alcanzó el grado de general de Ejército y se desempeñó como comandante en Jefe del Ejército de Chile entre el 10 de marzo de 2002 y el 9 de marzo de 2006. Fue consejero del Servicio Electoral de Chile (Servel) entre 2012 y 2017, y ejerció como presidente del organismo durante un breve periodo en 2013.
El 9 de noviembre de 2018 fue condenado a 3 años y 1 día de libertad vigilada por el encubrimiento de 15 homicidios calificados en el denominado caso caravana de la Muerte en 1973 durante la dictadura militar del general Augusto Pinochet.

## Familia y estudios
Hijo de Emilio Cheyre Toutin, militar que alcanzó el grado de general de división (fue además embajador de Chile en Portugal durante el gobierno del presidente Salvador Allende) y de Mara Espinosa Buxton. Cursó sus estudios escolares en cinco colegios, completando sus estudios de Humanidades en el Colegio San Ignacio El Bosque.
Posee títulos académicos en ciencias militares, licenciatura (1991) y magíster (2002) de la Academia de Guerra, ciencias políticas de la Pontificia Universidad Católica de Chile (1998) y un doctorado en Ciencias Políticas y Sociología de la Universidad Complutense de Madrid (2002).
Se casó con María Isabel Forestier, hija del exgeneral Carlos Forestier Haensgen, quien fuera ministro de Defensa Nacional de Augusto Pinochet en 1981. Con su cónyuge tuvo tres hijos.

## Carrera militar
Egresó de la Escuela Militar en 1966 como subteniente del Arma de Infantería. Sus primeros destinos fueron el Regimiento de Infantería n.º 11 "Caupolicán" de Valdivia (1967-1968), la Escuela de Infantería de San Bernardo (1968) y la Escuela de Paracaidistas y FF.EE. (1969). En 1971 fue asignado a la Escuela Militar donde fue comandante de Sección de Cadetes y profesor de Técnica y Táctica de Infantería.

### Golpe de Estado en Chile de 1973
Tras el golpe de Estado de 1973 se desempeñó como ayudante del coronel Ariosto Lapostol Orrego, comandante del Regimiento de Artillería Motorizado n.º 2 "Arica" de La Serena. Tras realizar el Curso Regular de Estado Mayor, estuvo en Sudáfrica durante 1981, y luego ejerció la docencia en la Academia de Guerra. En 1987 fue designado comandante del Regimiento de Infantería n.º 4 "Rancagua", y luego como comandante del Regimiento de Infantería n.º 23 "Copiapó". Paralelamente, entre 1987 y 1990 –los últimos años de la dictadura militar– se desempeñó como intendente de la región de Atacama.

### Academia de Guerra
Entre 1990 y 1994 fue director de la Academia de Guerra, y entre 1994 y 1996 fue agregado de Defensa y Militar ante la Embajada de Chile en España. Posteriormente fue comandante de Institutos Militares (1997-2000), y jefe de Estado Mayor General del Ejército (2001-2002).

### Comandante en jefe
El 10 de marzo de 2002 asumió como comandante en jefe del Ejército de Chile, y fue ascendido al grado de General de Ejército. Intentó desmarcarse de su antecesor, Ricardo Izurieta, quien apoyó explícitamente durante su gestión a Augusto Pinochet; Cheyre, en cambio, buscó reivindicar al Ejército por las violaciones a los derechos humanos cometidas por la institución durante la dictadura militar. En noviembre de 2004 publicó el documento «Ejército de Chile: el fin de una visión», donde asume la responsabilidad del Ejército en los crímenes de la dictadura.

El Ejército de Chile tomó la dura, pero irreversible decisión de asumir las responsabilidades que como institución le cabe en todos los hechos punibles y moralmente inaceptables del pasado. Además, ha reconocido en reiteradas oportunidades las faltas y delitos cometidos por personal de su directa dependencia; las ha censurado, criticado públicamente y ha cooperado permanentemente con los tribunales de justicia para, en la medida de lo posible, contribuir a la verdad y a la reconciliación.
Juan Emilio Cheyre, «Ejército de Chile: el fin de una visión», 2004.

Su gestión se vio opacada por dos hechos mortales que involucraron a militares, ambos ocurridos en 2005; la llamada Tragedia de Antuco, en la que fallecieron 45 efectivos, 44 de ellos conscriptos, y la muerte de tres efectivos militares en el Territorio Chileno Antártico. Fue llamado a retiro el 9 de marzo de 2006, siendo sucedido por el General de Ejército Óscar Izurieta Ferrer.

### Historial militar
Su historial de ascensos en el Ejército fue el siguiente:
- 1962: Cadete de la Escuela Militar
- 1965: Alférez
- 1966: Subteniente
- 1969: Teniente
- 1973: Capitán
- 1978: Mayor
- 1983: Teniente coronel
- 1988: Coronel
- 1994: Brigadier general
- 1998: Mayor general
- 2002: General de ejército

## Vida civil

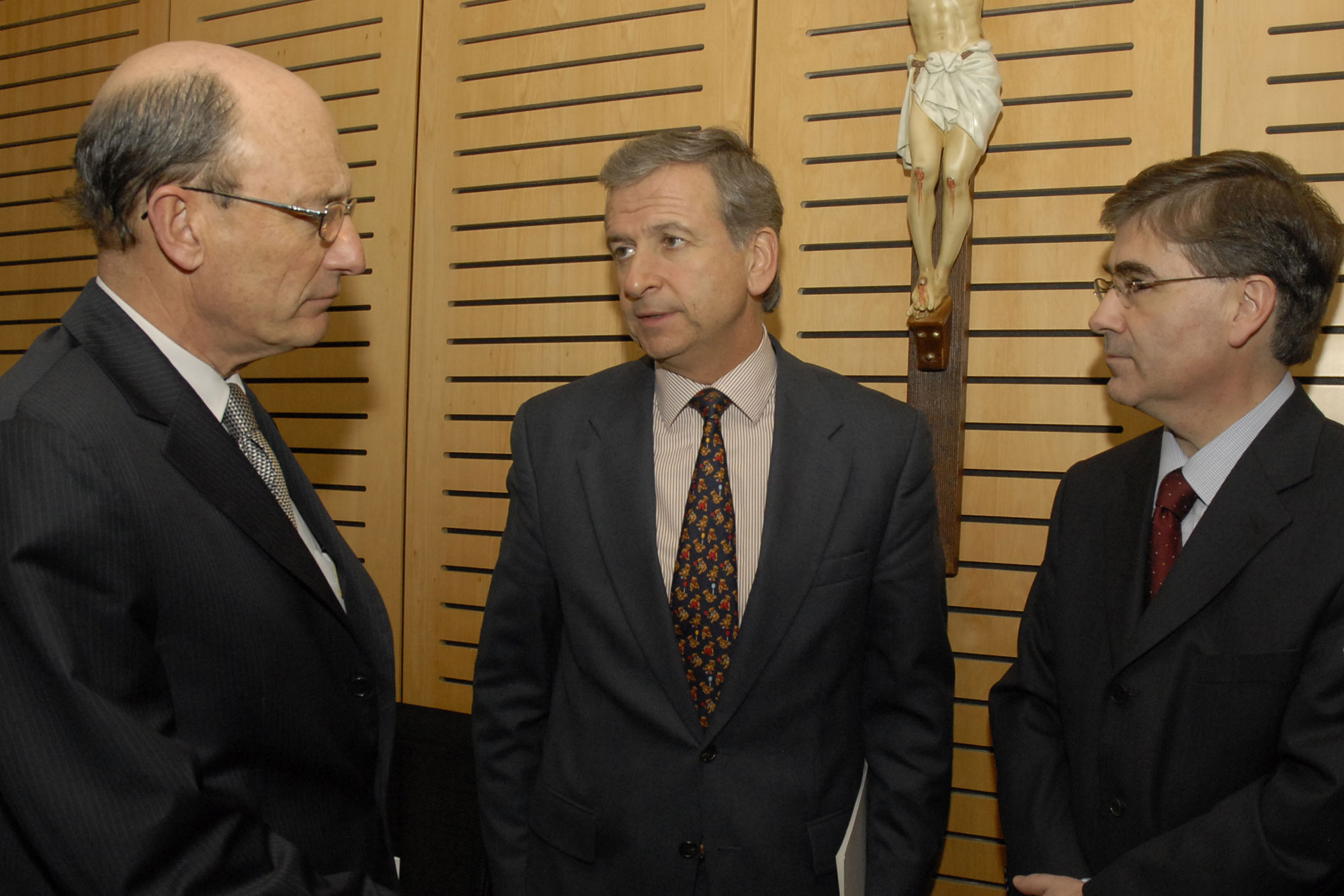
Cheyre (a la izquierda) con Felipe Larraín en 2010.

Tras su retiro se desempeñó como director del Centro de Estudios Internacionales de la Pontificia Universidad Católica de Chile.
El año 2012 fue designado por el presidente de la República Sebastián Piñera (con acuerdo del Senado) como miembro del Consejo Directivo del Servicio Electoral de Chile (Servel). En un comienzo fue elegido por sus pares como presidente del consejo, cargo que ejerció entre febrero y agosto de 2013, cuando renunció a la presidencia del órgano. En agosto de 2016 presentó su renuncia al Consejo del Servel, la cual fue ratificada por la presidenta Michelle Bachelet en enero de 2017, siendo reemplazado por Juanita Gana Quiroz.

## Causas judiciales

### Caso Lejderman
A fines de 1973, ejercía funciones en el Regimiento "Arica" de La Serena, como ayudante del coronel Ariosto Lapostol. El 8 de diciembre, el matrimonio conformado por el argentino Bernardo Lejderman y la mexicana María del Rosario Ávalos fue asesinado por una patrulla de militares en Vicuña, dirigida por el oficial Fernando Polanco Gallardo. Estos llevaron al hijo sobreviviente de la pareja, Ernesto Lejderman Ávalos, de dos años, al Regimiento "Arica". Lapostol le encomendó a Cheyre la tarea de entregar al menor al convento Casa de la Providencia de la ciudad, donde fue cuidado por tres meses, cuando fue reclamado por su familia en la Argentina.
El año 2000 Ernesto Lejderman interpuso una querella por el asesinato de sus padres en contra de Augusto Pinochet. La participación de Cheyre —entonces comandante en jefe del Ejército— salió a la luz pública en 2003; en abril de ese año prestó declaración por primera vez, en calidad de testigo, ante el juez Jorge Calvo. Su segunda intervención judicial ocurrió el 17 de febrero de 2005, cuando respondió mediante un oficio al cuestionario del ministro de fuero Joaquín Billard, en la causa contra Ariosto Lapostol, quien fue condenado en primera instancia, pero finalmente fue absuelto por la Corte Suprema. La justicia no otorgó responsabilidades a Cheyre por el homicidio de los Lejderman Ávalos.
Lejderman intentó reunirse con Cheyre en 2004, pero este no lo recibió. Posteriormente ha emplazado públicamente al militar a que entregue más información sobre el asesinato de sus padres, pero este último ha negado conocer nuevos antecedentes del caso. El 20 de agosto de 2013, ambos se encontraron en el programa El informante de TVN, donde el argentino reiteró sus críticas hacia él. Al día siguiente, renunció a la presidencia del Consejo Directivo del Servicio Electoral, pero se mantuvo como consejero.

### Caso Caravana de la Muerte
En junio de 2016, dos víctimas de la represión política en dictadura, lo apuntaron como responsable de torturas al interior del Regimiento Arica de La Serena, cuando el oficial tenía el grado de teniente, y en el contexto del caso conocido como «Caravana de la Muerte», en el cual el general Sergio Arellano Stark comandó a un grupo que asesinó a opositores al régimen en un recorrido por el norte del país, en octubre de aquel año.
A la luz de tales denuncias, el Programa de Derechos Humanos del Ministerio del Interior pidió procesarlo por lo ocurrido en La Serena en 1973, respecto de lo cual su defensa esgrimía que solo desempeñaba roles administrativos. El 7 de julio de 2016, el juez Mario Carroza instruyó la detención y el procesamiento, junto a otras ocho personas, en su calidad de cómplice de quince homicidios cometidos en La Serena en 1973. De acuerdo a los antecedentes del caso, el general en retiro cumplía el rol de ayudante del entonces primer comandante del regimiento, Ariosto Lapostol Orrego, y fue jefe subrogante del Departamento de Inteligencia. Cheyre fue apresado por detectives de la Brigada de Derechos Humanos de la Policía de Investigaciones de Chile (PDI) y trasladado al Regimiento de Policía Militar N.º 1 de Santiago, situado en la comuna de Peñalolén. De acuerdo al abogado defensor del excomandante en jefe, Jorge Bofill, Cheyre decidió concurrir voluntariamente a la brigada tras conocer la orden de aprehensión y catalogó las imputaciones del juez Carroza como una «persecución política infame».
En octubre de 2017 el Ejército informó al ministro en visita Juez Vicente Hormazábal que Cheyre había integrado 26 consejos de guerra que juzgaron a opositores a la dictadura militar. El ministro del Interior Mario Fernández —que ejerció como ministro de Defensa Nacional entre 2000 y 2002— confirmó que el gobierno de Ricardo Lagos no tenía conocimiento de esos antecedentes cuando Cheyre asumió la comandancia en jefe del Ejército.
El 9 de noviembre de 2018, el juez Mario Carroza lo condenó a 3 años y 1 día de libertad vigilada por el encubrimiento de 15 homicidios calificados en el caso «Caravana de la Muerte», ocurridos en La Serena en 1973. La condena incluye además la prohibición de postular o ejercer algún cargo de representación pública. La sentencia fue confirmada por la Corte de Apelaciones de Santiago el 28 de octubre de 2022.

### Malversación de caudales públicos
En octubre de 2022, la ministra en visita de la Corte Marcial, Romy Rutherford, sometió a proceso a Cheyre como autor del delito de malversación de caudales públicos. Según la magistrada, el perjuicio fiscal ascendía a un monto total de 128.638.559 pesos. En aquella ocasión, Rutherford también decretó la prisión preventiva de Cheyre.

## Publicaciones
- 2010: Cheyre, J.E., Olivares, J.M., Rodríguez, N. (eds.) Chile en el club de los países desarrollados. Santiago: Centro de Estudios Internacionales de la Pontificia Universidad Católica.
- 2011: Cheyre, J.E., Cobo, N., Nevado-Batalla, P.T., Rodríguez, N. (eds.) Fortalecimiento Institucional: Transparencia y accountability para un buen gobierno. Santiago: Orjikh editores - Centro de Estudios Internacionales de la Pontificia Universidad Católica.
- 2014: Cheyre, J.E., Cobo, N. (eds.) Transparencia en Chile: logros y desafíos a cinco años de vigencia de la Ley. Santiago: Orjikh editores - Centro de Estudios Internacionales de la Pontificia Universidad Católica.